# ロドピ県

ロドピ県
Περιφερειακή ενότητα Ροδόπης測地系: 北緯41度05分 東経25度25分 / 北緯41.083度 東経25.417度座標: 北緯41度05分 東経25度25分 / 北緯41.083度 東経25.417度

ロドピ県（ロドピけん、Ροδόπη / Rodópi）は、ギリシャ共和国の東マケドニア・トラキア地方を構成する行政区（ペリフェリアキ・エノティタ）のひとつ。西トラキア（トラキアのギリシャ領部分）の中核地域である。県都はコモティニ。県内第二の都市はサペス。

## 地理
県の北部には、ロドピ山脈の一部である、パピンジオ山脈が通っており、これがこの県の名称の由来となっている。ロドピ県の西部はクサンティ県と接し、東部はエヴロス県と接している。また、県の北部は、ブルガリアのクルジャリ州に接している。ロドピ県の北部と東部の大部分は山地であり、他の地域は主に農地、あるいは森林や草原となっている。ギリシャ政府が公式に認めているうちで最大の少数民族である西トラキア系トルコ人は、この県に住んでおり、県人口のおよそ半分を占めている。

## 気候
ロドピ県の南部および中部は主に地中海性気候であり、県の北部および高地部では、冬に寒冷な大陸性気候が主に見られる。

## 行政区画

ロドピ県

### 市（ディモス）
ロドピ県は、以下の自治体（ディモス、市）から構成される。人口は2001年国勢調査時点。
|   | 自治体名         | 綴り           | 政庁所在地      | 面積 Km2 | 人口   |
| - | ---------------- | -------------- | --------------- | -------- | ------ |
| 1 | コモティニ       | Κομοτηνή       | コモティニ (el) | 644.7    | 66,580 |
| 2 | アリアナ         | Αρριανά        | フィリラ        | 768.9    | 18,178 |
| 3 | ヤスモス         | Ίασμος         | ヤスモス        | 519.3    | 14,890 |
| 4 | マロニア＝サペス | Μαρώνεια-Σάπες | サペス (el)     | 640.1    | 17,186 |

### 旧自治体（ディモティキ・エノティタ）

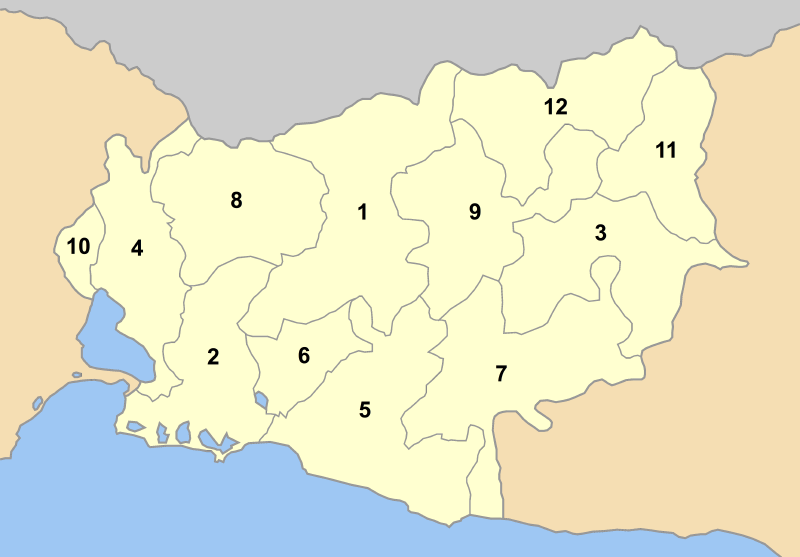
ロドピ県の旧自治体（1999年 - 2010年）

カリクラティス改革（2010年）以前の広域自治体（ノモス）としてのロドピ県は、以下の基礎自治体（ディモス）から構成されていた。改革後、旧自治体は新自治体（ディモス）を構成する行政区（ディモティキ・エノティタ）となっている。
| 番号 | デモス             | ギリシャ語     | 政庁所在地         | 郵便番号 | 人口（2001年） |
| ---- | ------------------ | -------------- | ------------------ | -------- | -------------- |
| 1    | コモティニ         | Κομοτηνή       | コモティニ         | 691 00   | 52,659         |
| 2    | エギロス           | Αίγειρος       | エギロス           | 691 00   | 4,418          |
| 3    | アリアナ           | Αρριανά        | アリアナ           | 693 00   | 5,781          |
| 4    | ヤスモス           | Ίασμος         | ヤスモス           | 692 00   | 6,614          |
| 5    | マロニア           | Μαρώνεια       | クシラガニ         | 694 00   | 7,644          |
| 6    | ネオ・シディロホリ | Νέο Σιδηροχώρι | ネオ・シディロホリ | 691 00   | 3,497          |
| 7    | サペス             | Σάπες          | サペス             | 693 00   | 9,542          |
| 8    | ソスティス         | Σώστης         | ソスティス         | 692 00   | 6,685          |
| 9    | フィリラ           | Φιλλύρα        | フィリラ           | 691 00   | 8,014          |
| 番号 | キノティタス       | ギリシャ語     | 政庁所在地         | 郵便番号 | 人口（2001年） |
| 10   | アマクサデス       | Αμαξάδες       | アマクサデス       | 692 00   | 1,591          |
| 11   | ケフロス           | Κέχρος         | ケフロス           | 693 00   | 1,558          |
| 12   | オルガニ           | Οργάνη         | オルガニ           | 695 00   | 2,825          |

## 州
現在では、以下の州の法的な地位は無い。
- コモティニ州 （州都:コモティニ）
- サペス州 （州都:サペス）